# Anna Iwanowna Romaschkewitsch
Anna Iwanowna Romaschkewitsch (russisch Анна Ивановна Ромашкевич; * 15. Februar 1927 in Minsk, Belarussische SSR) ist eine sowjetische bzw. russische Bodenkunde-Geographin.

## Leben
Romaschkewitsch aus einer Angestellten-Familie studierte 1945–1950 an der nach Kliment Timirjasew benannten Moskauer Landwirtschaftsakademie in der Geographie-Fakultät.
Ab 1949 arbeitete Romaschkewitsch in der Moskauer Agrar-Forstwirtschaftsorganisation Agroleschos als Bodenkunde-Ingenieurin und untersuchte Böden in der Transwolga-Region und in Kalmückien (bis 1952).
Die Aspirantur absolvierte Romaschkewitsch 1952–1956 am Moskauer Dokutschajew-Institut für Bodenkunde der Akademie der Wissenschaften der UdSSR (AN-SSSR, ab 1991 Russische Akademie der Wissenschaften (RAN)) bei Juri Liverowski. Sie verteidigte 1956 ihre Kandidat-Dissertation über die braunen Waldböden in der Region Krasnodar mit Erfolg für die Promotion zur Kandidatin der geographischen Wissenschaften. Darauf arbeitete sie dort in der Bodenerosion-Abteilung als wissenschaftliche Mitarbeiterin. Sie untersuchte Böden und erstellte Erosionskarten für die Region Stawropol und die Oblasts Moskau und Rjasan.
Von 1961 bis 1996 arbeitete Romaschkewitsch im Moskauer Geographie-Institut der AN-SSSR/RAN, wo sie zur führenden wissenschaftlichen Mitarbeiterin aufstieg. Ihr Forschungsschwerpunkt wurden die mikrogeomorphologischen Prozesse in unterschiedlichen Böden, insbesondere in Gebirgsböden, Verwitterungsböden und Böden der feuchten Tropen und Subtropen im Hinblick auf anthropogene Einflüsse. Sie verteidigte 1989 ihreDoktor-Dissertation über die Entstehung feuchter Gebirgsböden und die lithologisch-geomorphologischen Prozesse mit Erfolg für die Promotion zur Doktorin der geographischen Wissenschaften, nachdem sie bereits 1980 zur Professorin für Bodenkunde ernannt worden war.